# Stanisław Andrzej Moskal

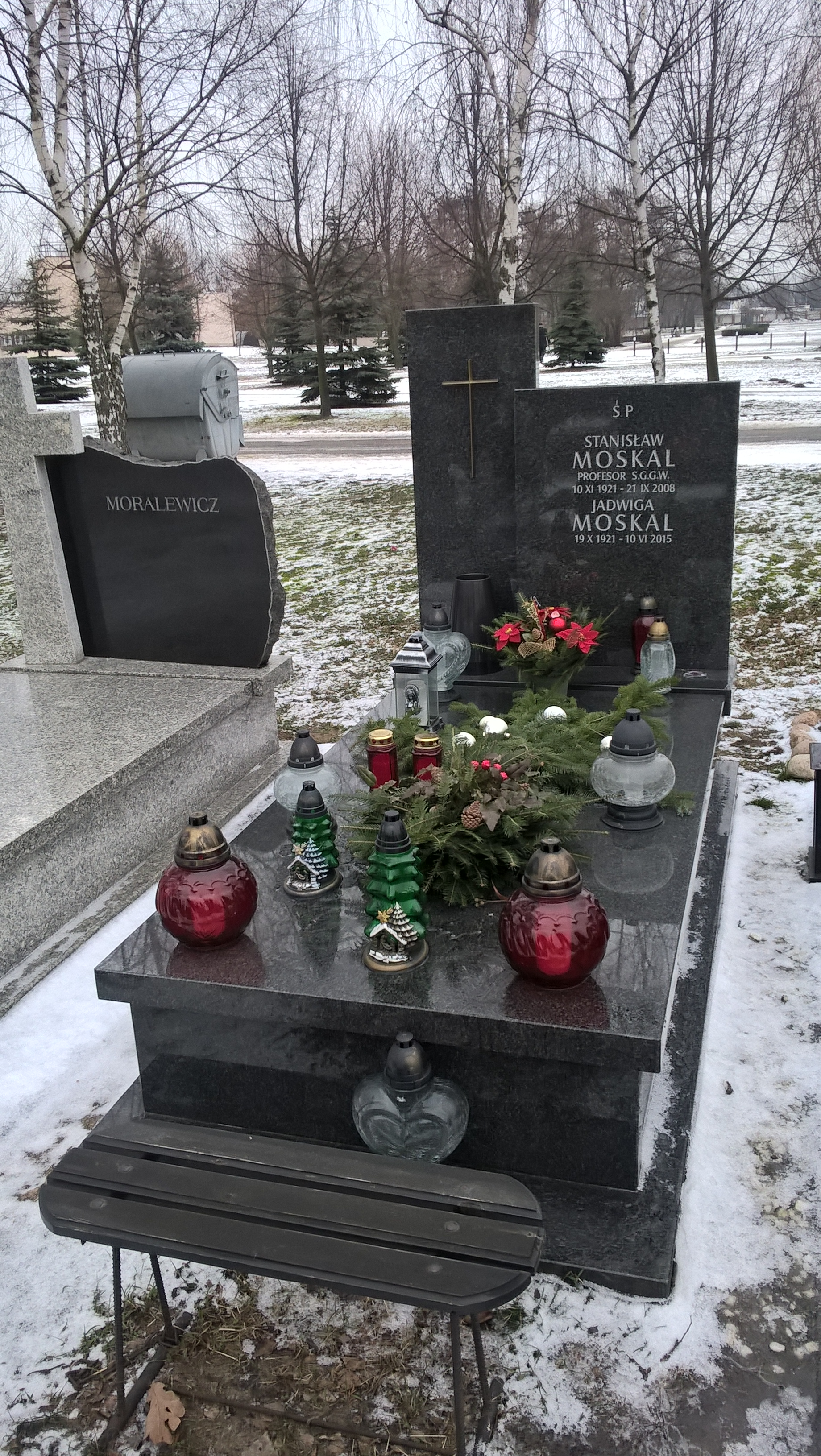
Grób prof. Stanisława Moskala na Cmentarzu Północnym w Warszawie

Stanisław Andrzej Moskal  (ur. 10 listopada 1921 w Krośnie, zm. 21 września 2008 w Warszawie) – polski naukowiec zajmujący się chemią rolną, absolwent SGGW w Warszawie w 1950, doktoryzował się w 1959, habilitację uzyskał w 1965, a tytuł profesora nadzwyczajnego w zakresie nauk rolniczych w 1974. Członek Polskiej Akademii Nauk.
Prowadził badania z następujących zagadnień:
- kwasowość gleb, glinu ruchomego i wapnowania oraz ich wpływu na przyswajalność składników pokarmowych i plonowanie roślin
- ocena metod oznaczania przyswajalnego fosforu w glebie, przemian fosforu w glebie ze szczególnym uwzględnieniem metod izotopowych
- promieniotwórczość naturalna oraz skażeń opadem promieniotwórczym gleb i roślin; przew. zesp. oprac. ekspertyzy skażeń promieniotwórczych w rolnictwie po awarii elektrowni atomowej w Czarnobylu 1986

Badania te były pionierskimi w Polsce i zostały wyróżnione kilkoma nagrodami Rektora SGGW, ZG PTG (1959), Pełnomocnika Rządu ds. wykorzystania energii jądrowej (1957) i Państwowej Rady ds. Pokojowego wykorzystania energii jądrowej II i III stopnia (1964, 1972).

## Przebieg kariery
SGGW:
- asystent w Katedrze Chemii Rolniczej SGGW w latach 1948–1950
- kierownik tejże katedry od 1982 do 1986
- kierownik Pracowni Izotopowej w latach 1957–1990

PAN
- Rolnicza Pracownia Izotopowa w latach od 1956 do 1961.